# NGC 3981
NGC 3981 é uma galáxia espiral barrada (SBbc) localizada a 65 milhões de anos-luz na direcção da constelação de Crater. Possui uma declinação de -19° 53' 50" e uma ascensão recta de 11 horas, 56 minutos e 07,0 segundos.
A galáxia NGC 3981 foi descoberta em 7 de Fevereiro de 1785 por William Herschel.